# خانه محمد بهمدی
خانه محمد بهمدی مربوط به دوره قاجار است و در شهرستان خوسف، روستای نوغاب واقع شده و این اثر در تاریخ ۲۲ مرداد ۱۳۸۴ با شمارهٔ ثبت ۱۳۱۳۱ به‌عنوان یکی از آثار ملی ایران به ثبت رسیده است.